# Uppland
Uppland ist die bevölkerungsreichste historische Provinz (schwedisch landskap, daher auch die oft benutzte Übersetzung „Landschaft“) Schwedens. Uppland liegt an der Ostsee und besteht aus der heutigen Provinz Uppsala län, dem nördlichen Teil der Provinz Stockholms län sowie kleineren Teilen der Provinzen Gävleborgs län, Södermanlands län und Västmanlands län.
In Uppland liegen die Städte Enköping, Norrtälje, Sigtuna, Uppsala, Vaxholm. Auch der nördliche Teil von Stockholm gehört zu Uppland.

## Geografie
Uppland ist ein leicht hügeliges Flachland, dessen höchste Erhebungen in der Mitte und im Norden bis zu 50 Meter, im Südosten bis zu 70 Meter und im Westen bis zu 100 Meter über dem Umland aufragen. In dem Teil des Sees Mälaren, der zu Uppland gehört, liegt eine große Anzahl von Inseln. Die Ostseeküste weist hier viele Buchten auf und wird vom nördlichen Teil des Stockholmer Schärengartens umsäumt. Im Gebiet der Stadt Uppsala liegt eine größere Ebene, die landwirtschaftlich genutzt wird. Im Norden ist oft steiniges und sumpfiges Gelände anzutreffen.
Der Untergrund wird durch ein jahrmillionenaltes Urgebirge gebildet, das erst durch mehrere Verwerfungen auseinanderbrach und später vom Inlandeis abgeschliffen wurde. Beim Rückzug lagerte das Eis das mitgeführte Material als Moränen ab. Dabei entstanden die so genannten „Rollsteinrücken“ (rullstensåsar), die die Landschaft heute prägen. An manchen Stellen sind diese Rücken von bis zu 100 Meter dicken Lehmschichten überzogen. Diese entstanden nach der Eiszeit, als das Gebiet vom Meer überdeckt war. Danach setzte die postglaziale Landhebung ein und die Landmasse stieg wieder aus dem Meer.

## Geschichte
Beruhend auf den vorhandenen archäologischen und geologischen Untersuchungen wird angenommen, dass die Besiedlung Upplands vor mehr als 5000 Jahren von den westlich gelegenen Regionen Västmanland und Närke aus erfolgte. Dabei wurden hauptsächlich Uferbereiche besiedelt, die heute aufgrund der Landhebung im Landesinneren liegen. Manche der gefundenen Objekte deuten an, dass es schon damals einen regen Handel zwischen Uppland und Åland sowie finnischen Regionen gab. Die Funde aus der Bronzezeit bezeugen einen steigenden Wohlstand und eine Erweiterung der Handelsbeziehungen. So wurden neben uppländischen Produkten auch Bronzegefäße aus Südskandinavien und Südeuropa gefunden. Aus der Bronzezeit stammen ebenfalls verschiedene Steinritzungen.
Aus der älteren Eisenzeit gibt es nur wenige, aber formvollendete Funde. Dagegen wurden aus der folgenden Zeit mehrere Metall-, Münz- und Glasschätze entdeckt, die bezeugen, dass Uppland Verbindungen hatte, die sowohl nach Konstantinopel als auch nach Frankreich reichten. Bekannt geworden sind vor allem die mit reichlich germanischer Ornamentik versehenen Grabbeigaben in Bootgräbern. Diese gaben der Epoche zwischen den Jahren 550 und 800 den Namen Vendelzeit, da sie vor allem in der Region Vendel nördlich von Uppsala gefunden wurden. Upplands und vielleicht ganz Skandinaviens wichtigster Fundplatz ist Birka mit seinen zahlreichen Objekten aus der Wikingerzeit. In dieser Zeit wurden die uppländischen Bewohner in Griechenland rôs und in Finnland ruotsi genannt, was so viel wie „das rudernde Volk“ bedeutete und sich heute im Namen der Region Roslagen an der Küste Upplands widerspiegelt.

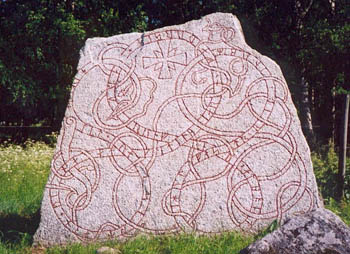
Runenstein in der Gemeinde Uppsala

Die Runensteine der Region stammen hauptsächlich aus dem 11. Jahrhundert. Von diesen hat Uppland mehr als jede andere historische Provinz Schwedens. Zum Anfang des 20. Jahrhunderts hatte man etwa 950 Runensteine registriert, aber viele unregistrierte waren vorher Zerstörungen zum Opfer gefallen oder wurden als Baumaterial für den Bau von Kirchen verwendet. Viele Steine konnte man auf den Runensteinritzer Asmund Kareson zurückführen, der um 1025 lebte und der Erste war, der die Steine mit kunstvollen Ornamenten schmückte. In der Zeit als die ersten schriftlichen Quellen auftauchten, die heute nicht eindeutig nachprüfbar sind, bestand Uppland aus drei bis vier Provinzen: Fjärhundraland im Westen, Tiundaland im Zentrum mit Alt-Uppsala als Hauptort, Attundaland im Osten und eventuell Roden im Norden, welches manchmal auch zu Attundaland gezählt wurde. Der Runenstein von Hillersjö ist eine Quelle dafür, dass Frauen in der Erbfolge eine wichtige Rolle spielten.

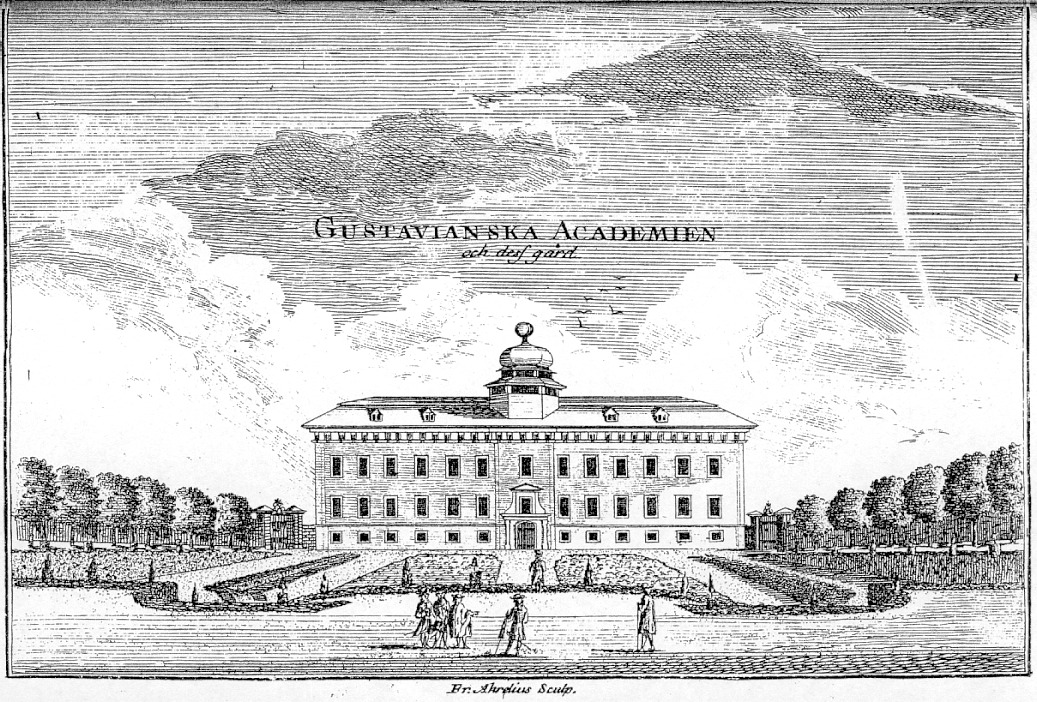
Gustavianum der Universität Uppsala um 1760

Unter König Erik IX. etablierte sich die christliche Religion in Uppland und die Erben Eriks missionierten finnische Gebiete. Auch wenn Uppland später nicht mehr die dominierende Stellung in Schweden hatte, so fanden doch wichtige Ereignisse wie die Königswahl beim Stein von Mora in dieser Landschaft statt. Bedeutend war außerdem die Verlegung des Erzbischofsitzes von 1164 nach Uppsala. In den Kämpfen der folgenden Jahre erlangten die Kirche und mehrere Adelsmänner große Landgüter in Uppland. Diese standen in der Kalmarer Union auf der Seite der Könige, während das gemeine Volk an Revolten wie dem Engelbrekt-Aufstand teilnahm. Später konnten die Landesfürsten große Teile der Bevölkerung auf ihre Seite bringen, doch die Übrigen hielten an ihrem Standpunkt fest, und so kam es, dass in der Schlacht am Brunkeberg (10. Oktober 1471) uppländische Bauern auf der Seite von Sten Sture dem Älteren gegen ihre Landsleute, die auf Christian I. Seite standen, kämpften. Nach Sten Stures Sieg wechselten die Adligen und die mit ihnen verbundenen Bauern auf dessen Seite und gehörten von dieser Zeit an zu den Widersachern der dänischen Herrscher, auch wenn sie während Gustav Wasas Befreiungszug einige herbe Verluste hinnehmen mussten.
Durch die Reformation wurden in kurzer Zeit fast alle Kirchengemeinden Upplands evangelisch. Als die Gegenreformation einsetzte, versammelten sich die kirchlichen Würdenträger auf Initiative von Herzog Karl am 25. Februar 1593 zur Synode von Uppsala (Uppsala möte) und unterzeichneten eine Urkunde, in der sie festlegten, dass die Lehre Luthers die geltende Lehre für das Land darstellt. Im 17. Jahrhundert blühte die Region auf. Dies zeigte sich hauptsächlich in der Ausweitung der Universität von Uppsala, dem Bau neuer Schlösser und der verbesserten Eisenverarbeitung. Dagegen brachte der Beginn des 18. Jahrhunderts mit dem Großen Nordischen Krieg, als russische Truppen im Jahr 1719 weite Küstengebiete verwüsteten, und den Missernten der Jahre um 1708 herbe Belastungen für die hiesige Bevölkerung. Nach dem Ende des Krieges gab es keine weiteren Kampfhandlungen in Uppland und die Wirtschaft erholte sich wieder.

## Landschaftssymbole
- Blume: Schachbrettblume
- Tier: Seeadler
- Vogel: Haubentaucher
- Fisch: Rapfen